# Beernem
Beernem là một đô thị ở tỉnh Tây Flanders. Đô thị này gồm các thị trấn Beernem, Oedelem và Sint-Joris. Tại thời điểm ngày 1 tháng 1 năm 2006, Beernem có dân số 14.642 người, phần lớn sống ở nội ô Beernem và Oedelem. Tổng diện tích là 71,68 km² với mật độ dân số là 204 người trên mỗi km².